# Plameni cvijet
Plameni cvijet (jednogodišnji floks, lat. Phlox drummondii), jednogodišnja raslinja iz porodice jurničevki. Autohtona je u Teksasu, odakle je uvezena i u Illinois, Alabamu, Trinidad i Tobago, Venezuelu, Galapagos i područje nekadašnje Čehoslovačke.
Ova vrsta ime je dobila po botaničaru Thomasu Drummondu, i pripada rodu floksa ili plamenaca. Postoji nekoliko podvrsta.

## Podvrste
- Phlox drummondii subsp. drummondii
- Phlox drummondii subsp. mcallisteri (Whitehouse) Wherry
- Phlox drummondii subsp. tharpii (Whitehouse) Wherry
- Phlox drummondii subsp. wilcoxiana (Bogusch) Wherry
- Phlox drummondii var. johnstonii (Wherry) B.L.Turner

## Vanjske poveznice
|  | Zajednički poslužitelj ima još gradiva o temi Phlox drummondii |
|  | Wikivrste imaju podatke o taksonu Phlox drummondii             |